# RED PUNCH
RED PUNCH는 대한민국의 걸 그룹 로켓펀치의 두 번째 미니 음반이다.

## 앨범 소개
새로운 한 방을 날릴 소녀들 ‘로켓펀치(Rocket Punch)’ 두 번째 미니앨범 ‘레드 펀치(RED PUNCH)’ 발매
‘레드 펀치(RED PUNCH)’, 더욱 강렬해진 로켓펀치(Rocket Punch)의 색!
‘로켓펀치(Rocket Punch)’ 2nd Mini Album [RED PUNCH]... 타이틀곡 ‘BOUNCY’
로켓펀치(연희, 쥬리, 수윤, 윤경, 소희, 다현)가 미니 2집 ‘레드 펀치(RED PUNCH)’를 발매하고 다시 한번 가요계에 새로운 펀치를 날린다.
퍼펙트 한 비주얼과 보컬 실력, 화려한 퍼포먼스까지 다양한 면모를 갖춘 ‘올라운더’ 걸그룹 로켓펀치(연희, 쥬리, 수윤, 윤경, 소희, 다현)가 2월 10일 오후 6시 두 번째 미니앨범 [RED PUNCH]로 약 6개월 만에 컴백한다.
인트로 ‘RED PUNCH’를 시작으로, 하우스풍 레트로 팝 스타일의 ‘So Solo’, 로켓펀치의 당찬 매력을 담아낸 ‘Fireworks’, 서정적인 가사가 돋보이는 ‘종이별’, 봄을 맞이하는 마음을 노래한 ‘다시, 봄’, 풋풋한 소녀 감성이 인상적인 ‘여자사람친구’까지 총 7트랙이 담긴 완성도 높은 앨범이 탄생했다.
특히 타이틀곡 ‘BOUNCY’는 강렬하면서도 힙한 분위기가 느껴지는 틴크러쉬 장르의 팝 댄스 곡으로, 키치(Kitsch)’한 멋과 이상향을 담은 가사에 청량한 랩과 파워풀한 보컬이 더해져 곡의 완성도를 한층 높였다. 특히 세상을 향해 외치는 가사 ‘I WANNA HIT THE WORLD WITH ROCKET PUNCH’에서 보이듯 로켓펀치 멤버들의 미래에 대한 당찬 포부를 보여주는 곡이다.
로켓펀치는 ‘단조로운 세상에 날리는 신선한 한 방의 펀치’라는 이름을 담아 지난해 8월 첫 번째 미니앨범 ‘핑크 펀치(PINK PUNCH)’의 타이틀곡 ‘빔밤붐(BIM BAM BUM)’으로 가요계에 혜성같이 등장한 걸그룹으로, 통통 튀는 매력과 신인답지 않은 완성도 높은 무대 퍼포먼스를 선보이며 가요 관계자들이 뽑은 ‘2020년 기대주’로 새롭게 떠올랐다.
이후 약 6개월 만에 두 번째 미니앨범 ‘레드 펀치(RED PUNCH)’로 컴백을 알린 로켓펀치는 한층 더 강렬해진 에너지로 또 한 번 가요계에 신선한 한 방을 날릴 수 있을지 귀추가 주목되고 있다.

## 발매 과정
- 2020년 1월 27일에 컴백 이미지가 공개되었다.
- 2020년 1월 28일에 스케줄러가 공개되었다.
- 2020년 1월 29일부터 31일까지와 2월 5일에 컨셉트 포토가 공개되었다. 또 2020년 1월 29일부터 31일까지 무빙 포스터가 공개되었다.
- 2020년 2월 1일과 2일에 자켓 메이킹 필름이 공개되었다.
- 2020년 2월 4일에 뮤직비디오 티저 (Short Ver.)가 공개되었다.
- 2020년 2월 6일에 뮤직비디오 티저 (Performance Ver.)가 공개되었다.
- 2020년 2월 7일에 앨범 프리뷰가 공개되었다.

## 수록곡
- RED PUNCH
- BOUNCY (TITLE)
- So Solo
- Fireworks
- 종이별 (Paper Star)
- 다시, 봄 (Lilac)
- 여자사람친구 (Girl Friend)